# Pałac Zbaraskich w Krakowie
Pałac Zbaraskich (Potockich) – zabytkowa kamienica znajdująca się w Krakowie, w dzielnicy I Stare Miasto przy Rynku Głównym 20, na rogu z ulicą Bracką 2, na Starym Mieście.
Pałac powstał w 1540, kiedy to połączono i przebudowano na magnacką rezydencję dwie sąsiednie gotyckie kamienice z XIV w. Właścicielami nowego pałacu była wówczas można rodzina Firlejów. W XVII w., gdy obiekt był w posiadaniu Zbaraskich, dokonano gruntownej jego przebudowy w celu nadania budynkowi modnych wówczas cech stylowych oraz przekształcenia go w reprezentacyjną rezydencję miejską magnackiego rodu. Pracami budowlanymi kierował architekt flamandzki Henryk van Peene, który został sprowadzony do Polski przez Jerzego Zbaraskiego. Powstał wtedy barokowy, dwukondygnacyjny, arkadowy dziedziniec z krużgankami oraz sień wjazdowa od strony Rynku Głównego. 
Kolejna przebudowa rezydencji miała miejsce w latach 1778–1783 i dokonana została z polecenia ówczesnego właściciela, hr. Eliasza Wodzickiego. Architekt Ferdynand Nax nadał wtedy pałacowi cechy stylu wczesnoklasycystycznego. W następnych dziesięcioleciach często zmieniali się jego właściciele. Mieszkali w nim m.in. Potuliccy herbu Grzymała, Rostworowscy herbu Nałęcz, Wiśniowieccy herbu Korybut, Jabłonowscy herbu Prus III i Radziwiłłowie herbu Trąby. W końcu XIX w. budynek stał się własnością Potockich herbu Pilawa. Z ich polecenia w latach 1896–1898 dokonano restauracji rezydencji, przekształcając wnętrza pomieszczeń na parterze oraz częściowo przebudowując dziedziniec wewnętrzny. Autorem tych zmian był architekt Karol Zaremba. 
Dalsze prace prowadzono w pałacu w latach 1910–1912. Ich projektodawcami byli architekci Ludwik Wojtyczko i Kazimierz Wyczyński. Założono wtedy nowe klatki schodowe i przebudowano wnętrza drugiego, mieszkalnego piętra. Pierwsze piętro zachowało w dalszym ciągu charakter reprezentacyjny, podkreślony elementami dekoracyjnymi salonów. Po II wojnie światowej pałac był odnawiany i zrekonstruowany. Do naszych czasów zachowały się korynckie pilastry w elewacjach, kamienny portal i bogata dekoracja rzeźbiarska wieńcząca szczyt budowli (m.in. kartusze herbowe).
Mieścił się w niej Instytut Goethego.

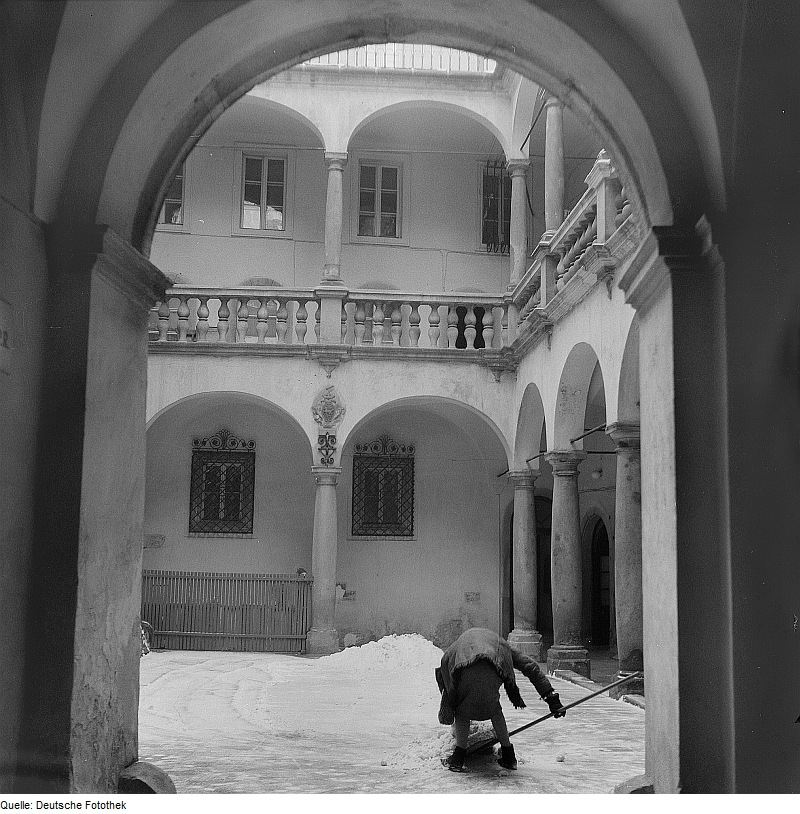
Dziedziniec
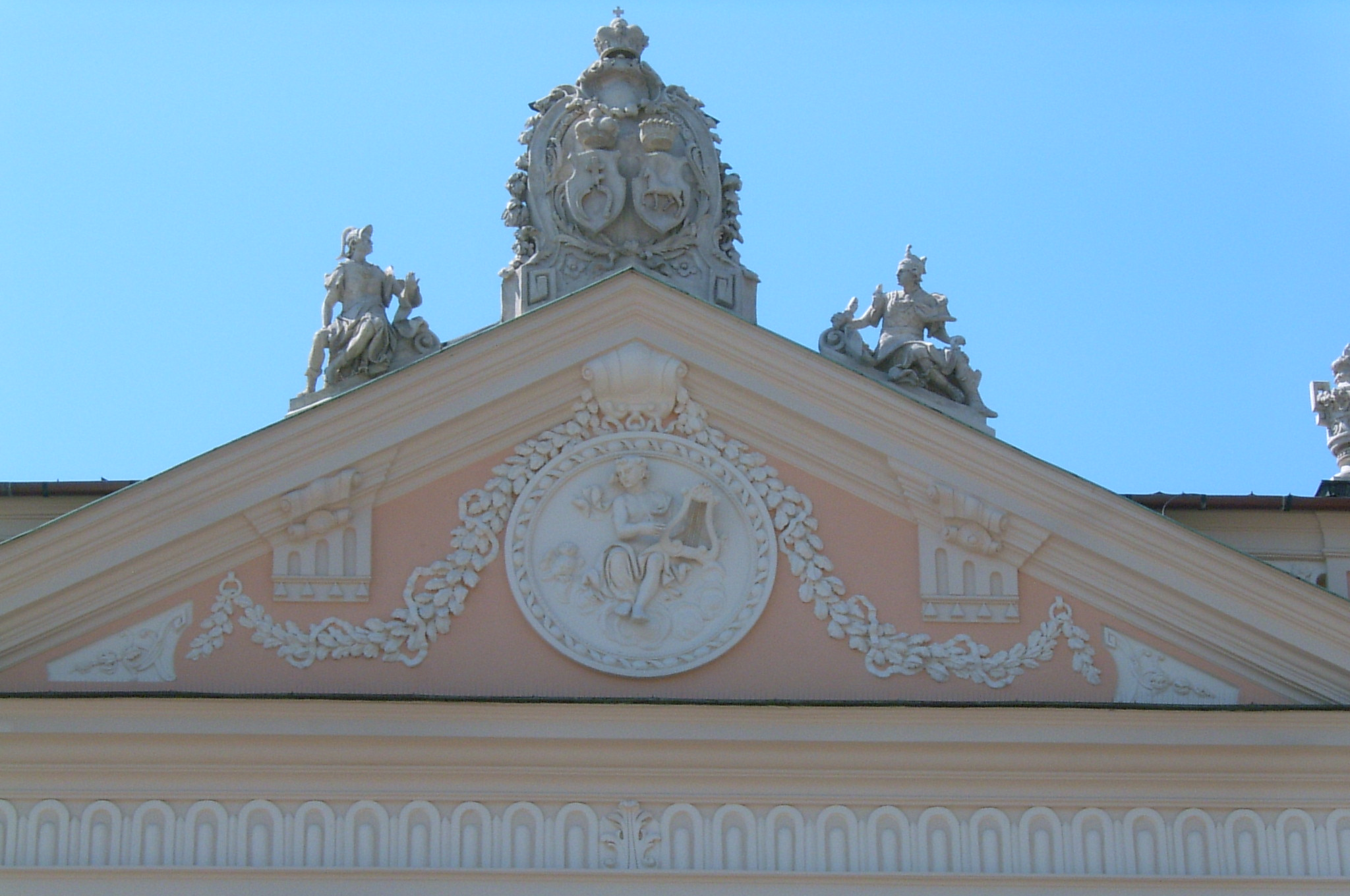
Tympanon i kartusze z herbami Prus III i Starykoń oraz rzeźby Marsa i Bellony